# Королевское химическое общество
Королевское химическое общество (англ. Royal Society of Chemistry, RSC) — научное сообщество (профессиональная ассоциация) Соединённого Королевства, целью которой является развитие химической науки. Общество было образовано новым королевским указом в 1980 году путём слияния Химического общества, Королевского института химии, Общества Фарадея и Общества аналитической химии. Обществу предписывалась двойная роль научного сообщества и профессионального объединения. Сразу после возникновения Общество насчитывало 34 000 членов внутри Соединённого королевства и 8 000 за его пределами. Штаб-квартира Общества располагается по адресу Лондон, Пикадилли, Бёрлингтон-хаус. Его филиал также расположен в Кембридже в Томас Грэхем Хаус, названном в честь Томаса Грэма, первого президента Химического общества. Там находится издательство Королевского химического общества. У Общества также имеются филиалы в США в Университетском городском научном центре штата Филадельфия, а также в Китае (Пекин и Шанхай) и в Индии (Бангалор).
Организация занимается научными исследованиями, публикует журналы и книги, создаёт базы данных, а также проводит конференции, семинары и симпозиумы. Общество представляет собой профессиональную ассоциацию британских химиков и имеет право присуждать статус «Chartered Chemist» (CChem, химик, получивший королевскую грамоту). Кроме того, по решению Учёного совета Общество может вручать кандидатам, имеющим достаточную квалификацию, следующие грамоты: «Chartered Scientist» (CSci, учёный с королевской грамотой), «Registered Scientist» (дипломированный специалист) и «Registered Science Technician» (дипломированный научно-технический специалист). Аббревиатурой FRSC обозначается группа выбранных стипендиатов Общества, которые внесли значительный вклад в развитие химии. Имена стипендиатов ежегодно публикуются в лондонской газете «Таймс». Почётными стипендиатами Общества (HonFRSC) становятся за выдающиеся достижения в области химии.

## Президент
Президент избирается на два года. Он носит значок в виде колеса со спицами, в центре которого располагается шестиугольный медальон с эмалевым портретом Джозефа Пристли. Пристли изображён стоя, использованы в основном синий и красный цвета эмали. Обод колеса сделан из золота, а спицы — из нетускнеющих металлов.
В настоящее время президентом Общества является Джилл Рид (2020 — ).
В прошлом эту должность занимали:
- 1980−1982 — сэр Эварт Рэй Герберт Джонс (1911−2002)
- 1982−1984 — сэр Джон Иван Джордж Кэдоган (1930−2020)
- 1984−1986 — Ричард Освальд Чендлер Норман (1932—1993)[6]
- 1986−1988 — сэр Джек Льюис (1928−2014)[7]
- 1988−1990 — Джон Мэйсон Уорд (1921–2014)
- 1990−1992 — сэр Рекс Эдуард Ричардс (1922−2019)
- 1992−1994 — Чарльз Уэйн Рииз (1927−2006)[8]
- 1994−1996 — Джон Говард Пурнелл (1925−1996)[9]
- 1996−1998 — Эдвард Уильям Абель (род. в 1931)
- 1998−2000 — Энтони Ледвит (1933−2015)[10]
- 2000−2002 — Стивен Виктор Лей (род. в 1945)
- 2002−2004 — сэр Харольд Крото (1939−2016)
- 2004−2006 — Саймон Кэмпбелл (род. в 1941)[11]
- 2006−2008 — Джеймс Фист (род. в 1938)
- 2008−2010 — Дэвид Гарнер (род. в 1941)[12]
- 2010−2012 — Дэвид Филлипс (род. в 1939)[13]
- 2012−2014 — Лесли Йеллоулиз (род. в 1953)[14][15]
- 2014−2016 — Доминик Тилдсли[англ.] (род. в 1952) [16]
- 2016−2018 — Джон Холман[англ.] (род. в 1946) [17]
- 2018−2020 — Кэрол Робинсон (род. в 1956)[18]

## Учёные степени Общества
- Участник (Affiliate). Даётся студентам и всем, имеющим отношение к химии, кто не отвечает необходимым требованиям для получения одной из нижеперечисленных степеней.
- Ассоциированный член (AMRSC, Associate Member, Royal Society of Chemistry). Это первый уровень членства в Обществе, степень вручается выпускникам высших учебных заведений по химической специальности или же приравненным к ним лицам.
- Член Общества (MRSC, Member). Вручается выпускникам высших учебных заведений или приравненным к ним лицам, имеющим как минимум трёхлетний опыт работы, которые приобрели навыки во время профессиональных занятий.
- Стипендиат (Fellow). Стипендиатами становятся за внесение выдающегося вклада в развитие химии.
- Почётный стипендиат (Honorary Fellow). Вручается за выдающиеся заслуги в области химии[19].
- Степень «CChem» («Chartered Chemist», химик, имеющий королевскую грамоту). Рассматривается независимо от членства в Обществе. Кандидаты должны иметь степень члена или стипендиата Общества, демонстрировать выдающиеся профессиональные качества и заниматься работой, для которой необходимы их знания в области химии.
- Степень «Chartered Scientist» (CSci, учёный с королевской грамотой). Присуждается Учёным советом согласно регистру.
- Европейский химик (EurChem, European Chemist). Королевское химическое общество входит в состав Совета европейских химических сообществ[англ.] (ECCC) и может присуждать эту степень тем, кто уже имеет степень «CChem».
- Магистр химического анализа (Mastership in Chemical Analysis). Эту поствыпускную степень квалификации, установленную законом Соединённого королевства, Общество присуждает химикам-лаборантам[20]. Для получения степени необходимо предъявить портфолио, где подтверждается наличие достаточного опыта, предоставить научное эссе и сдать однодневный практический экзамен в лаборатории[21][22].

Степень «Выпускник Королевского химического общества» (GRSC, Graduate) присуждалась в 1981—1995 годах. Для её получения необходимо было окончить курсы при Обществе, что приравнивалось к получению учёной степени в области химии. Она пришла на смену степени GRIC, присуждаемой Королевским химическим институтом (RIC).

## Отделы и форумы
Общество состоит из пяти отделов и четырёх форумов, разделённых тематически, а также из местных отделений, как в Соединённом королевстве, так и за его пределами. Отделы и форумы охватывают широкие области химии, но при этом содержат в себе многочисленные специальные группы, занимающиеся более узкими вопросами.
- Аналитический отдел занимается вопросами аналитической химии и является продолжателем дела Общества аналитической химии. Включает в себя 12 специальных групп.
- Отдел Дальтона, названный в честь Джона Дальтона, занимается вопросами неорганической химии и включает в себя 6 специальных групп.
- Отдел образования. Занимается проблемами химического образования, включает в себя 4 специальные группы.
- Отдел Фарадея. Получил название в честь Майкла Фарадея, занимается физической химией и является продолжателем дела Общества Фарадея. Состоит из 14 специальных групп.
- Отдел органики. Занимается вопросами органической химии, включает в себя 6 специальных групп.
- Химико-биологический отдел. 2 специальные группы.
- Форум по вопросам окружающей среды, выживаемости и энергетики. 4 специальные группы.
- Форум химии материалов. 4 специальные группы.
- Промышленно-технологический форум. 13 специальных групп.

Кроме того, существует 12 специальных групп, не включённых в состав какого-либо отдела или форума.
На территории Соединённого королевства и Ирландии действуют 35 местных отделений. В странах, входящих в состав Содружества Наций, а также во многих других странах действуют представители Общества и нередко проводятся различные мероприятия.

## Издательская деятельность
Издательство Общества бесприбыльно: вся прибыль от публикаций вкладывается в развитие химической науки.
Кроме научной периодики, в том числе ведущих журналов Общества Chemical Communications, Chemical Science (journal) и Chemical Society Reviews, Общество также издаёт:
- Education in Chemistry[англ.] для учителей;
- Бесплатный онлайн-журнал для преподавателей химии Chemistry Education Research and Practice[англ.];
- Общий журнал Chemistry World[англ.], который ежемесячно рассылается всем членам Общества по всему миру. Редакционная коллегия журнала состоит из 10 специалистов в области теории и промышленности. Журнал впервые вышел в 2004 году, заменив журнал Chemistry in Britain, издававшийся с 1965 года. В издании печатаются новости, статьи по общим химическим вопросам, например, посвящённые истории химии и технологическим разработкам, рецензии на книги и письма от читателей. Издание журнала Chemistry World сопровождается подкастом Chemistry World Podcast, который ведёт специалист Кембриджского университета доктор Крис Смит. Смит также издаёт программу The Naked Scientists.
- Учебные пособия: Tutorial Chemistry Texts (серия из 23 книг под редакцией проф. Э. В. Абеля), Molecular World (главный редактор проф. Э. Л. Смарт).
- Книги по истории химии, в том числе по истории Общества Фарадея.

## Берлингтон-хаус
Лондонская штаб-квартира Общества находится в Берлингтон-хаус на Пиккадилли. Здесь проводятся мероприятия для широкой публики, членов Королевского химического общества и внешних организаций. В качестве примера можно назвать ежемесячные лекции по химии, из которых потом впоследствии возникли онлайн-лекции на сайте Общества под названием «Реакция». В рамках бесплатных лекций с точки зрения химии рассматриваются различные вопросы — от приправы карри до музыкальных вкусов. Мероприятия в Берлингтон-хаус заинтересовали в чтении публичных лекций таких известных научных авторов, как Филипп Болл, Энтони Джон Уильямс и Джон Эмсли. В большинстве своём эти лекции доступны на сайте RSC’s Reaction.

### История
Хотя Центр Химии открылся в этом здании только в 2010 году, Королевское химическое общество занимало его с 1857 года, будучи тогда известным как Химическое общество. Основой Химического центра являются библиотека Общества и Информационный центр, существующий с 1842 года. На протяжении долгих лет библиотека получала многочисленные подарки от знаменитых членов Общества, в том числе от Майкла Фарадея. Библиотека стала средоточием информации по вопросам химической науки в годы Первой и Второй мировых войн. В ноябре 2014 года Общество анонсировало новое название центра: «Королевское химическое общество в Берлингтон-хаус». Название «Химический центр» вышло из употребления.

### Библиотека и информационный центр
Обществу принадлежит обширная библиотека, содержащая в основном литературу по вопросам химии. Члены Общества, работающие в Берлингтон-хаус, могут пользоваться онлайн-доступом к библиотечным ресурсам. Библиотека является частью Химического центра и предназначена для членов Общества, однако посетители извне также приветствуются.

## Премии и награды
Общество ежегодно вручает различные премии и награды, в том числе грамоты за достижения в различных областях химии, в специальных областях или за достижение определённой ступени карьеры химика.
Медали вручаются как самим Обществом, так и его отделами. Кроме того, существуют награды, вручаемые «группами интересов» внутри Общества.
В честь Майкла Фарадея названы две награды — Фарадеевская лекция и Медаль Фарадея по электрохимии.
В честь столетия с момента основания общества учреждена Премия столетия.
В число медалей, вручаемых централизованно, входит Премия имени Харрисона — Мелдолы. Она вручается британским химикам в возрасте до 32 лет за внесение оригинальных научных методов. Кроме того, централизованно вручается также медаль Кордей — Моргана, состоящая из трёх отдельных наград, вручаемых за весомый вклады в экспериментальную химию, в том числе в области компьютерного моделирования. Премия Тильдена, ранее известная как Тильдоновские чтения, включает в себя три награды, вручаемые химикам в расцвете карьеры за достижения в области химии.
Премия имени Харрисона — Мелдолы была ранее известна как Медаль и Премия Мелдолы, пока в 2008 году её не объединили с Премией Эдуарда Харрисона. Эту премию получили Кристофер Кельк Ингольд в 2008 году, Сирил Норман Хиншелвуд в 1923 году, Р. Х. Стоукс в 1946 году, Д. Х. Уильямс в 1966 году и Дж. Эванс в 1978 году.
Медаль Кордей — Моргана вручалась Дереку Бартону (1949), сэру Рональду Сиднею Нихольму (1950), Фредерику Сенгеру (1951), Джону Корнфорту (1953), Рексу Ричардсу (1954) и Джорджу Портеру (1955). Впоследствии медаль вручалась многим ведущим химикам Соединённого королевства.
С 1999 по 2019 год вручалась Премия сэра Джорджа Стокса за достижения в области химии.
Отдел Фарадея ежегодно вручает Грамоту Марлоу за вклад в развитие физической химии членами Отдела Фарадея в возрасте до 32 лет. В последние годы грамоту получили Эндрю Орр-Эвинг (1999), Хелен Филдинг (2001), Джонатан Эссекс (2002), Дарен Каруана (2003), Джонатан Рэйд (2004), Фред Мэнби (2006) и Алессандро Тройси (2007).

## Герб
Королевское химическое общество имеет собственный герб. Герб представлен в двух версиях. Полный вариант герба включает в себя две фигуры щитодержателей (коронованного льва и единорога), а также латинский девиз «Pro scientia et humanitate». Возможен двоякий перевод девиза в зависимости от того, какое значение понятия «humanitas» используется: «За науку и образование» или же «Во имя науки и человеколюбия». В малой версии герба используется только щит, изображение на котором идентично герму Королевского химического института.

## Прочие ресурсы Общества
- «The Interactive Lab Primer» — сайт, разработанный для развития навыков в области экспериментальной химии. На сайте помещены основные рекомендации по технике безопасности, демонстрируются приёмы работы в лаборатории и несколько приборов, даются некоторые другие ссылки[30].
- «ChemSpider» — созданная Обществом база данных по реактивам и их химическим свойствам.

У Общества также существует проект размещения мемориальных знаков Landmarks of Chemistry. Его цель — помещать памятные знаки в местах, связанных с важными для развития химии событиями и людьми. Наиболее поздние знаки имеют шестиугольную форму.